# Joan Acker
Joan Elise Robinson Acker (* 18. März 1924 in Illinois; † 22. Juni 2016) war eine US-amerikanische marxistische Feministin, Soziologin und Professorin an der Universität Oregon.
Joan Ackers Hauptforschungsgebiete waren die Geschlechter- und Organisationssoziologie sowie Ungleichheitsforschung.

## Wirken
Ihren ersten akademischen Abschluss erhielt Acker 1946 vom Hunter College in New York (Bachelor). Mit einem zweijährigen Stipendium studierte sie an der Universität Chicago Sozialarbeit (Master). In den 1950er Jahren arbeitete sie als Sozialarbeiterin und als Lehrende an der Universität Berkeley. Mit einer Förderung der Ford Foundation beendete sie 1967 ihr Studium mit dem Ph.D. an der Universität Oregon. Dort führte sie mit The Status of Women at the University of Oregon ihre erste formale Studie durch.
Ihre erste Publikation erschien 1973 im American Journal of Sociology unter dem Titel Women and Social Stratification und knüpfte damit an Gerhard Lenskis Privilege and Power (1966) an. Gemeinsam mit Donald Van Houten wies sie 1974 unter anderem für die Hawthorne Studien eine völlig unterschiedliche Behandlung von männlichen und weiblichen Arbeitern durch die Studienleitung, besonders bei Rekrutierung und Kontrolle, nach. Diese Kritik an traditionellen Studien über das Verhalten der Menschen in der Arbeitswelt entwickelte sie weiter zur Kritik an der klassischen Organisationstheorie: Mit Hierarchies, Jobs, Bodies postulierte sie 1990, dass keine geschlechtsneutralen Organisationsstrukturen existieren, vielmehr tief verankerte Annahmen über Geschlecht in Organisationen und deren Strukturen eingeschrieben sind. Es sei auch zu beachten, dass der Klassenstatus von Personen nicht von deren Geschlecht-, Rassen-/Ethie-Zugehörigkeit abhänge, vielmehr vorrangig determiniert sei durch profitorientierte Entscheidungen von Unternehmern („capitalists“) und deren Art und Weise, wie sie Produktionsprozesse organisieren und gestalten.
Geprägt von der amerikanischen Bürgerrechtsbewegung plädierte Acker generell für die Berücksichtigung von Intersektionalität in der soziologischen Forschung.
Forschungsaufenthalte in Europa führten sie in den 1990er Jahren unter anderem nach Skandinavien: In Schweden untersuchte sie Banken und publizierte im Scandinavian Journal of Management. Gastprofessuren hielt sie an den Universitäten Lund (1977), Tampere (1992), Oslo (1997), Stockholm (1999), Adelaide (2000) und am Ontario Institute for Studies of Education (1990). Von 1992 bis 1995 war sie Mitglied der American Sociological Association. Im Studienjahr 2000 hielt Joan Acker die Marie-Jahoda-Gastprofessur für internationale Frauenforschung an der Ruhr-Universität Bochum. Sie war Mitherausgeberin der Zeitschrift Economic and Industrial Democracy.

## Auszeichnungen
- Bobbs Merrill Award in Sociology der Universität Oregon, 1965
- Jessie Bernard Award der American Sociological Association, 1989
- Career of Distinguished Scholarship Award der American Sociological Association, 1993

## Schriften (Auswahl)
- Women and Social Stratification. A Case of Intellectual Sexism, in: American Journal of Sociology, Bd. 78, 1973, H. 4
- Doing comparable Worth. Gender, Class and Pay Equity, Temple University Press, Philadelphia 1989
- Hierarchies, Jobs, Bodies. A Theory of Gendered Organizations, in: Gender & Society, Bd. 4, 1990, Nr. 2
- Gendering Organizational Theory, In: Albert J. Mills/Peta Tancred (Hgg.), Gendering Organizational Analysis. Sage Publications, Oxford 1992, S. 248–260
- The Future of ‚Gender and Organizations.: Connections and Boundaries, in: Gender, Work and Organization, Bd. 5, 1998, H. 4
- Gender, Capitalism and Globalization, in: Critical Sociology, Bd. 30, 2004, H. 1
- Class Questions. Feminist Answers, Rowman and Littlefield, Lanham 2006
- Inequality Regimes. Gender, Class, and Race in Organizations, in: Gender & Society, Bd. 20, 2006, H. 4